# Cuisine asiatique

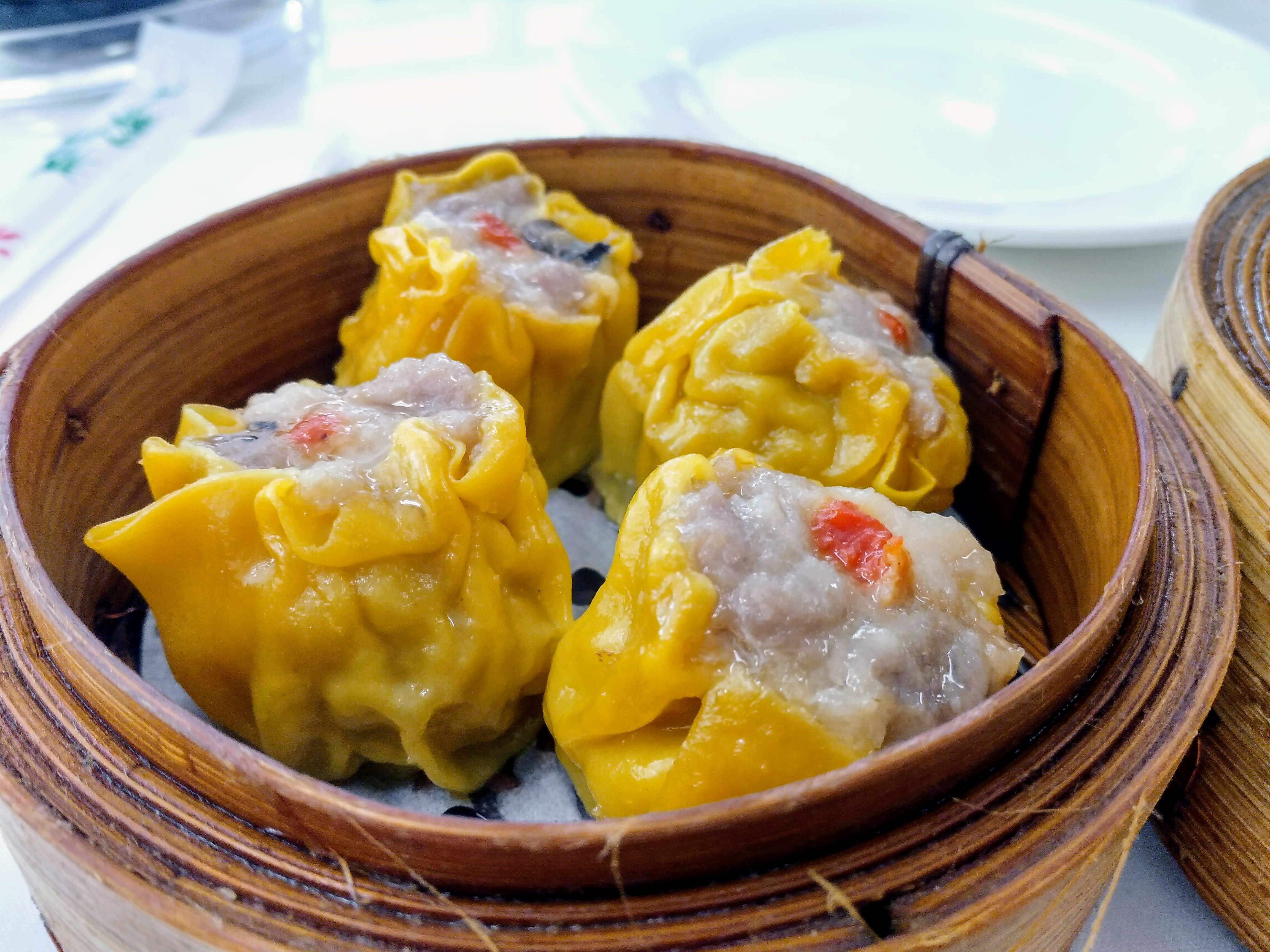
Dimsum dans un panier vapeur.

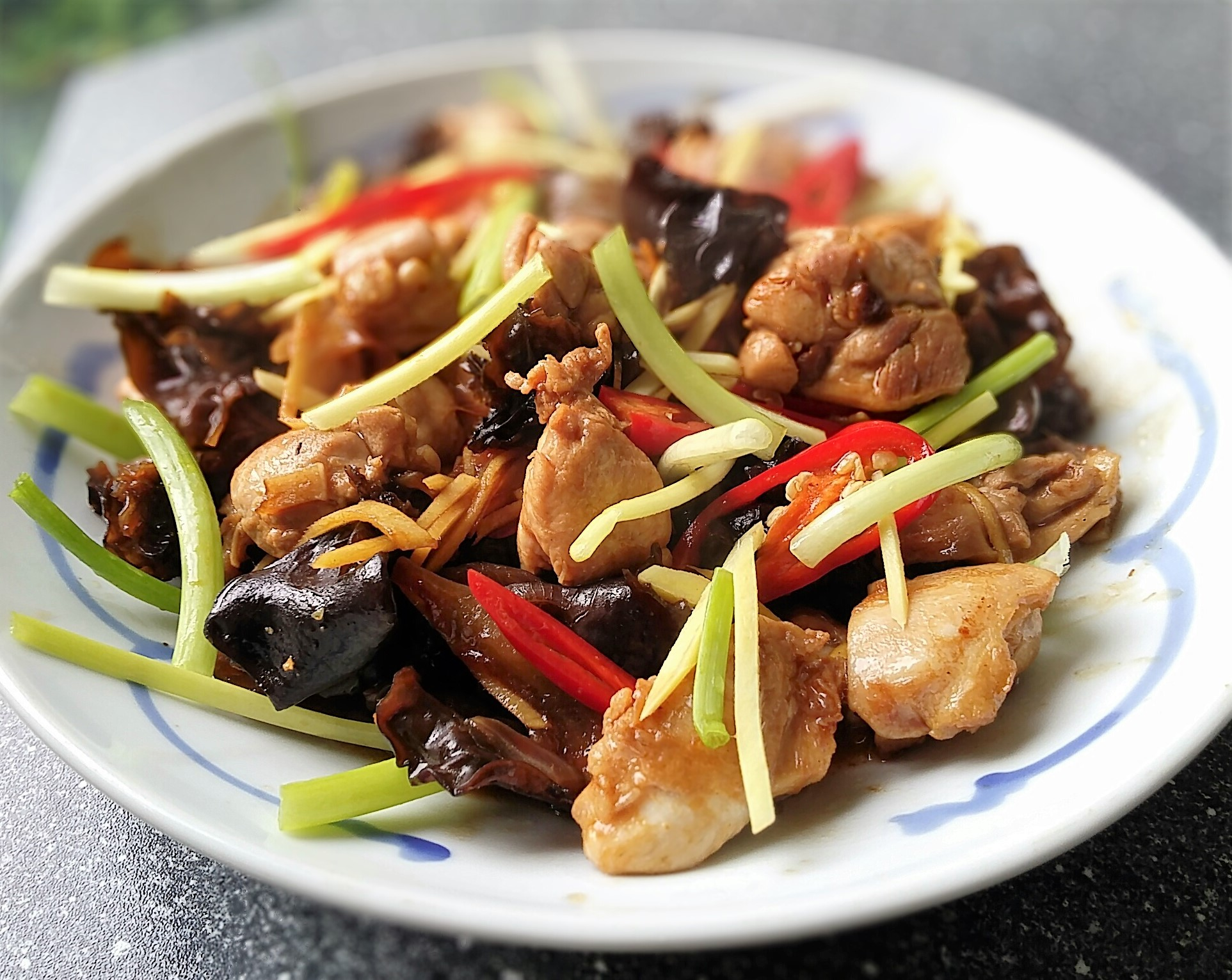
Kai phat khing.

La cuisine asiatique regroupe l'ensemble des styles gastronomiques des pays d'Asie avec leurs propres spécificités. Issues d'une identité commune, notamment par l'utilisation d'aliments de base comme le riz et le mode de cuisson, elles ont chacune leur spécificité locale.
Dans le langage courant, néanmoins, l'expression « cuisine asiatique » a tendance à désigner spécifiquement la cuisine des pays d'Asie de l'Est et d'Asie du Sud-Est.

## Type de cuisines asiatiques
- Cuisine birmane
- Cuisine cambodgienne
- Cuisine cantonaise
- Cuisine chinoise
- Cuisine coréenne
- Cuisine hongkongaise
- Cuisine indienne
- Cuisine iranienne
- Cuisine israélienne
- Cuisine japonaise
- Cuisine laotienne
- Cuisine libanaise
- Cuisine malaisienne
- Cuisine mongole
- Cuisine ouzbek
- Cuisine pakistanaise
- Cuisine philippine
- Cuisine singapourienne
- Cuisine srilankaise
- Cuisine thaïlandaise
- Cuisine tibétaine
- Cuisine timoraise
- Cuisine turque
- Cuisine vietnamienne